# Milano-Torino 1947
La Milano-Torino 1947, trentatreesima edizione della corsa, si svolse il 9 marzo 1947 su un percorso di 219 km con partenza a Milano e arrivo a Torino. Fu vinta dall'italiano Italo De Zan, che completò il percorso in 7h03'00" precedendo in volata i connazionali Giovanni Pinarello e Egidio Feruglio.

## Percorso
Il via fu dato al Poligono della Cagnola (oggi Tiro a Segno Nazionale). La corsa transitò quindi, tra gli altri luoghi, sul Sempione, a Borgomanero (km 70), a Crocemosso (salita), Pettinengo (salita) e Biella, sul Passo della Serra, a Ivrea, Chivasso, Gassino e Sambuy. L'arrivo fu, dopo 219 km, al Motovelodromo di Corso Casale.

## Ordine d'arrivo (Top 10)
| Pos. | Corridore           | Squadra        | Tempo    |
| ---- | ------------------- | -------------- | -------- |
| 1    | Italo De Zan        | Lygie          | 7h03'00" |
| 2    | Giovanni Pinarello  | Lygie          | s.t.     |
| 3    | Egidio Feruglio     | Wilier Triest. | s.t.     |
| 4    | Elio Busancano      | Benotto        | s.t.     |
| 5    | Vincenzo Rossello   | Wilier Triest. | s.t.     |
| 6    | Loris Zanotti       | Monterosa      | s.t.     |
| 7    | Giannino Piccolroaz | Wilier Triest. | a 4'15"  |
| 8    | Sergio Maggini      | Benotto        | a 7'50"  |
| 9    | Bortolo Bof         | Olmo           | s.t.     |
| 10   | Elio Bertocchi      | Viscontea      | s.t.     |